# TeaMp0isoN
TeaMp0isoN war eine Computersecurity-Forschungsgruppe, die aus 3 bis 5 Kernmitgliedern bestand. Die Gruppe erlangte um 2011–2012 Berühmtheit für ihre Blackhat-Hacking-Aktivitäten, zu denen Angriffe auf die Vereinten Nationen, die NASA, die NATO, Facebook, Minecraft Pocket Edition-Foren und mehrere andere große Unternehmen und Regierungseinrichtungen gehörten. TeaMp0isoN löste sich 2012 nach der Verhaftung einiger ihrer Kernmitglieder, „TriCk“ und „MLT“, auf.

## English Defence League
TeaMp0isoN veröffentlichte mehrere Dokumente über die English Defence League (EDL) und gab dabei unter anderem persönliche Daten mehrerer hochrangiger EDL-Mitglieder preis. Darüber hinaus verunstaltete TeaMp0isoN auch die offizielle Website der EDL. Als Grund für den Hack wurde die offene Islamophobie dieser genannt. Durch einen 0-Day Exploit in der Forensoftware MyBB erlangte TeaMp0isoN Zugriff auf die Seite englishdefenseleague.org.

## Facebook
Im Januar 2011 wurden auf den Konten von Mark Zuckerberg und dem französischen Präsidenten Nicolas Sarkozy auf der Social-Networking-Website Facebook nicht autorisierte Status-Updates veröffentlicht. Am 25. Januar bestätigte ein Sprecher von Facebook den Fehler in seinem System und sagte, er sei behoben worden. Später in der Woche berichtete The Daily Beast, dass „TriCk“, ein Mitglied von TeaMp0isoN, zusammen mit Mitgliedern einer als „ZHC“ bekannten Gruppe in der vorangegangenen Silvesternacht einen Fehler in der Website ausgenutzt hatte, der es ihnen ermöglichte, unautorisierte Status-Updates zu posten und temporäre Newsfeeds für eine Liste von 130 Seiten zu blockieren. Eine Sprecherin einer der angegriffenen Gruppen, der English Defence League, bestätigte, dass sie angegriffen wurde und ihre islamkritischen Seiten tatsächlich gehackt wurden. Mitglieder des Sicherheitsteams von Facebook erklärten auf Nachfrage von The Daily Beast, sie hätten in ihren Protokollen keine Hinweise auf bösartige Aktivitäten gefunden.

## Tony Blair Adressbuch leak
Im Juni 2011 veröffentlichte die Gruppe scheinbar das Adressbuch und andere private Daten des ehemaligen britischen Premierministers Tony Blair auf Pastebin. Nach Angaben von TeaMp0isoN wurden die Daten ursprünglich im Dezember 2010 beschafft. Blairs Sprecher sagte, die Daten stammten nicht von Blair selbst, sondern vom persönlichen E-Mail-Konto seiner ehemaligen Mitarbeiter. TeaMp0isoN reagierte darauf mit dem Kommentar „Blairs Schafe lügen darüber, wie wir an die Daten gekommen sind, wir sind über einen privaten Exploit in den Webmail-Server eingedrungen und haben die Protokolle gelöscht, viel Glück“.

## BlackBerry
Während der Unruhen in England 2011 wurde angenommen, dass der BlackBerry Messenger-Dienst von Plünderern zur Zusammenarbeit genutzt wurde. TeaMp0isoN verunstaltete den offiziellen BlackBerry-Blog als Reaktion auf das Versprechen von Research In Motion (RIM), dem Hersteller von BlackBerry, mit der Polizei und der Regierung des Vereinigten Königreichs zusammenzuarbeiten. TeaMp0isoN veröffentlichte eine Erklärung, in der es hieß: „Wir sind alle für die Randalierer, die sich an Angriffen auf die Polizei und die Regierung beteiligen.“

## Regierungsleaks
Im Juli 2011 veröffentlichte TeaMp0isoN acht Gerichtsverfahren gegen Sarah Palin und behauptete, sie hätten die Absicht, dasselbe mit Barack Obama zu tun.
Am 8. August 2011 veröffentlichte TeaMp0isoN die gehashten Administrator-Passwörter für eine Website, die unter der Domäne der NASA gehostet wurde, nachdem sie eine öffentliche Sicherheitslücke ausgenutzt hatten.
Im November 2011 veröffentlichte TeaMp0isoN eine Liste von E-Mail-Adressen und Passwörtern, die angeblich über eine SQL-Injection-Schwachstelle im Verteidigungsministerium des Vereinigten Königreichs erlangt wurden. Das Verteidigungsministerium ist für die Kontrolle der britischen Verteidigungspolitik zuständig und ist auch das Hauptquartier der British Armed Forces.
Im Dezember 2011 wurden durch TeaMp0isoN die Kontodaten von 13 Millionen südkoreanischen Abonnenten von Online-Spielen veröffentlicht.
Im April 2012 nahm TeaMp0isoN den MI6 (den britischen Secret Intelligence Service) ins Visier. Die Gruppe erstellte ein Skript, das es ihnen ermöglichte, die Anti-Terror-Hotline wiederholt mit computergenerierten Anrufen zu überschwemmen, bevor sie selbst die Hotline anriefen, um die Beamten zu täuschen. Die Beamten warnten sie dann, dass man sie aufspüren und dem FBI melden würde. TeaMp0isoN hörte dann Berichten zufolge die MI6-Agenten ab, zeichnete ein Gespräch zwischen den Beamten auf und stellte das durchgesickerte Gespräch auf YouTube ein.
Am 3. April 2012 verschaffte sich TeaMp0isoN Zugang zu einem NATO-Webserver, bevor er die vom Server erhaltenen Daten weitergab und die Indexseite der Website verunstaltete.

## Operation Censor This
TeaMp0isoN hat sich mit dem Hackerkollektiv Anonymous zusammengetan, um OpCensorThis anzukündigen, eine Aktion, die gegen Zensur protestieren soll. Die Aktion fand in den Medien große Beachtung und Musikkünstler wie Lyricist Jinn und Tabanacle erstellten ein Musikvideo, um auf die Aktion aufmerksam zu machen.
TeaMp0isoN verunstaltete daraufhin mehrere Websites zur Unterstützung von OpCensorThis, darunter das Entwicklungsprogramm der Vereinten Nationen und die britische Boulevardzeitung Daily Mail.

## Operation Robin Hood
Als Reaktion auf die Occupy-Bewegung wurde in einer Online-Ankündigung behauptet, TeaMp0isoN habe sich Anonymous angeschlossen, um die Operation Robin Hood zu starten, mit dem Ziel, sich in Websites einzuhacken, Kreditkarten zu beschaffen und Spenden an Aktivistenorganisationen zu tätigen, während die Banken die gehackten Konten zurückerstatten müssten. In dem Video heißt es: „Operation Robin Hood wird Kreditkarten nehmen und an die 99% sowie an verschiedene Wohltätigkeitsorganisationen auf der ganzen Welt spenden. Die Banken werden gezwungen sein, den Menschen ihr Geld zurückzuzahlen“, und gleichzeitig werden die Menschen ermutigt, „Ihre Konten in sichere Kreditgenossenschaften zu verlegen“.
Im Rahmen der Operation Robin Hood ließ TeaMp0isoN über 26.000 israelische Kreditkartendaten durchsickern, die über Sicherheitslücken in den israelischen Banken One und CityNet erlangt wurden.
TeaMp0isoN veröffentlichte daraufhin die Kreditkartendaten und Reisepass-Scans des bekannten Rappers Sean Combs (auch bekannt als P-Diddy). TeaMp0isoN benutzte dann seine Kreditkarte, um Geld für wohltätige Zwecke zu spenden und Pizzas für diejenigen zu bestellen, die über Twitter darum gebeten hatten. P-Diddy leitete eine interne Untersuchung ein, um TeaMp0isoN ausfindig zu machen, und beauftragte Berichten zufolge ein Team von Privatdetektiven.

## Operation Retaliation
Nach der Verhaftung des TeaMp0isoN-Gründungsmitglieds „TriCk“ kündigte die Gruppe die Operation „Vergeltung“ an, die mit angeblichen DDoS-Angriffen auf den MI6 begann, bevor Angriffe unter anderem auf den japanischen Elektronikmulti Panasonic, die australische Regierung und die Weltgesundheitsorganisation erfolgten. Darüber hinaus sollen auch Consternation Security und Doxbin gehackt worden sein.

## Vereinte Nationen
Im November 2011 veröffentlichte TeaMp0isoN mehr als 128 Benutzernamen und Anmeldedaten, die sie angeblich vom Entwicklungsprogramm der Vereinten Nationen erhalten hatten. Laut einer Sprecherin des UNDP wurden die Daten von „einem alten Server mit alten Daten“ extrahiert. TeaMp0isoN bestritt diese Aussage und veröffentlichte Serverprotokolle und andere Beweise, die darauf hindeuten, dass der Server tatsächlich noch aktiv von den Vereinten Nationen genutzt wurde.
Im April 2012 hackte TeaMp0isoN erneut die Vereinten Nationen, diesmal die Weltgesundheitsorganisation der Vereinten Nationen, und veröffentlichte eine Liste von Benutzernamen und gehashten Passwörtern, einschließlich der Zugangsdaten von Administratoren.

## Mögliche Verhaftung
Am 10. April 2012 erstellte die Gruppe ein Skript, um die britische Anti-Terrorismus-Hotline 24 Stunden lang ununterbrochen mit Falschanrufen anzurufen, um gegen die Auslieferung von Terrorverdächtigen an die Vereinigten Staaten zu protestieren. Am 12. April verhaftete die Polizei zwei Jugendliche im Alter von 16 und 17 Jahren wegen dieses Vorfalls unter dem Verdacht, gegen den Malicious Communications Act 1988 und den Computer Misuse Act verstoßen zu haben.
Am 9. Mai 2012 wurde das mutmaßliche TeaMp0isoN-Mitglied und -Sprecher „MLT“ von Beamten von Scotland Yard wegen des Verdachts auf Verstöße gegen den Computer Misuse Act im Zusammenhang mit den Angriffen auf die Anti-Terror-Hotline und anderen Straftaten festgenommen.

## Aktivitäten in 2015
Im Jahr 2015 kehrte TeaMp0isoN zurück und scheint keine illegalen Aktivitäten mehr zu begehen. Über ihr offizielles Twitter-Konto haben sie Schwachstellen in Google, Amazon, eBay, der Harvard University, NOAA, Comcast, Time Warner Cable, Western Union, den Vereinten Nationen, der Londoner Börse, Autodesk und mehreren anderen großen Systemen identifiziert und veröffentlicht. TeaMp0isoN hat auch mehrere Zero-Day-Exploits veröffentlicht, darunter eines, das die Gedenkstätten von Malcolm X und Marilyn Monroe betraf, und eines, das ein häufig verwendetes WordPress-Plugin angriff, das von einer großen Anzahl von Websites genutzt wird. Darüber hinaus sind ihre Website und ihre Foren zusammen mit ihrem neu eingerichteten IRC-Netzwerk zurückgekehrt, und es scheint, dass sie auch Pläne für eine Wargaming-Website haben, die es Penetrationstestern ermöglicht, ihre Fähigkeiten in einem legalen und ethischen Umfeld zu verbessern.
Im April 2015 hat TeaMp0isoN Sicherheitslücken in vielen großen Universitäten, darunter die Harvard University, die Stanford University, die Princeton University, die University of Texas und die University of California, aufgedeckt und veröffentlicht. Die meisten der gefundenen Schwachstellen betrafen SQL-Injection-Fehler. Ebenfalls zu dieser Zeit entdeckte TeaMp0isoN eine Zero-Day-SQL-Injection-Schwachstelle, durch die viele Websites kompromittiert wurden, darunter Crime Stoppers in Waterloo, Ontario, Peel und anderen kanadischen Städten und Bezirken.
Im Mai 2015 griff das TeaMp0isoN-Mitglied „KMS“ das Minecraft Pocket Edition Forum an, indem er scheinbar die Datenbank infiltrierte und eine Liste mit über 16.000 Benutzernamen und Passwörtern ausspähte.

## Aktivitäten in 2016
Die Aktivitäten im Jahr 2016 deuteten darauf hin, dass sie als eine Mischung aus einer Black-Hat- und einer White-Hat-Gruppe zurückkehrten. Sie deckten Schwachstellen im Bildungsministerium der Vereinigten Staaten, der UCLA und verschiedenen anderen Einrichtungen auf.
Im Februar/März 2016 drang die Gruppe sowohl in eine UN-Agentur als auch in einen der größten amerikanischen Internetdienstleister ein. Mitte Februar drang TeaMp0isoN in die Welttourismusorganisation der Vereinten Nationen ein und verunstaltete deren Forenindex. Ende Februar drang TeaMp0isoN in das Time Warner Cable Business Class Managed Security Services Portal ein. Aus ihrem (inzwischen eingestellten) Twitter-Feed geht hervor, dass sie sich Zugang zum Backend-Ticketsystem sowie zu den Daten von 4.191 Benutzern verschafft haben.

## Verknüpfung zur IS
Bei dem TeaMp0isoN-Mitglied „TriCk“ handelt es sich vermutlich um Junaid Hussain, einen Black-Hat-Hacker, der verhaftet wurde, weil er die persönlichen Daten von Tony Blair veröffentlicht hatte. Er floh gegen Kaution aus dem Vereinigten Königreich und schloss sich Berichten zufolge dem Islamischen Staat an. Es wird vermutet, dass Hussain zu einem prominenten ISIL-Propagandisten wurde, der soziale Medien nutzte, um Soldaten für den ISIL zu rekrutieren, und hinter mehreren aufsehenerregenden Anschlägen unter dem Gruppennamen „CyberCaliphate“ stand. Hussain wird auch eine Verbindung zu Jihadi John nachgesagt. Hussain wird auch verdächtigt, mit anderen ISIL-Mitgliedern zusammenzuarbeiten, um Personen zu enttarnen, die an rebellische Mediengruppen berichten, und US-Soldaten und ihre Familien zu verpetzen.
Hussain war aufgrund seines Einflusses in Übersee eine wichtige Zielperson in der Dispositionsmatrix des Pentagons. Am 26. August 2015 erklärten US-Beamte, sie seien „hochgradig zuversichtlich“, dass Hussain bei einem Drohnenangriff in Syrien getötet wurde.